# 笑福亭鶴瓶
笑福亭鶴瓶（日语：／ Shōfukutei Tsurube，1951年11月23日—），身高163cm，血型為O型。本名駿河學，日本落語家（第6代笑福亭松鶴門下）、搞笑藝人、演員、歌手、主持人。

## 生平
1951年出生于大阪府中河內郡長吉村（即現在的大阪市平野區），目前居住於兵庫縣西宮市甲陽園地區，也是社團法人上方落語協會副会長。

## 演出作品

### 电视剧
- 古畑任三郎 第4集（1994年5月4日，富士電視台）- 幡随院大
- NHK大河劇（NHK）
  - 元祿繚亂（1999年） - 并木千柳
  - 西鄉殿（2018年） - 岩倉具視[1]
- 虎與龍（2005年4 - 6月，TBS） - 新宿流星會組長
- Happy!（2006年4月7日・12月26日，TBS）
- 日曜劇場（TBS）
  - 華麗一族（2007年1 - 3月） - 綿貫千太郎
  - 半澤直樹（2013年7月 - 9月） - 半澤慎之助
  - 99.9 -刑事專門律師- SEASON II（2018年1月 - 3月） - 川上憲一郎
- 爸爸偶像 第2集（2012年4月26日，TBS） - 本人
- 靈異教師神眉 第10集（2014年12月13日，日本電視台） - 校長
- 紅十字女護士（2015年8月1日・2日，TBS） - 大竹英世
- 阿淺來了 第24集（2015年10月24日） - 玉利友信
- 紅鱂魚（2015年12月28日，TBS）
- 房仲女王回來了（2017年5月26日，日本電視台） - 一之瀬定男
- 小靜與爸爸（日语：しずかちゃんとパパ）（2022年2月27日 - ，NHK BS Premium） - 主演・野野村純介

## 外部連結
- http://www.tsurube.net/ （页面存档备份，存于）
- http://www.denner.co.jp/talent/shofukutei_tsurube.php （页面存档备份，存于）
- http://www.1242.com/tsurube/ （页面存档备份，存于）
- http://mbs1179.com/yan_sun/ （页面存档备份，存于）